# Sozialista Abertzaleak
Sozialista Abertzaleak ('Patriotas Socialistas', en euskera) es el nombre que tomó el grupo parlamentario formado por los diputados elegidos por la candidatura de Euskal Herritarrok en el Parlamento Vasco antes de que el partido político Batasuna fuera definitivamente ilegalizado.

## Historia
Tras las elecciones al Parlamento Vasco de 2001, celebradas en mayo, culminó el proceso de refundación de Batasuna y en julio de ese año los representantes de Euskal Herritarrok adoptaron este nombre en todas las instituciones. En abril de 2002, ante su inminente ilegalización, Batasuna resolvió cambiar el nombre de sus grupos parlamentarios por el genérico Sozialista Abertzaleak.
En junio de 2002 se aprobó la Ley de Partidos y en marzo de 2003, amparándose en esta ley, el Tribunal Supremo notificó la ilegalización de Herri Batasuna, Euskal Herritarrok y Batasuna, alegando su apoyo a la organización terrorista Euskadi Ta Askatasuna (ETA) y su falta de rechazo a la violencia como forma de hacer política. Asimismo en mayo de 2003 ordenó al Parlamento Vasco la disolución del grupo Araba, Bizkaia eta Guipuzkoako Sozialista Abertzaleak. La Mesa del Parlamento y su presidente Juan María Atutxa no lo hicieron, negando tener atribuciones para ello. Argumentaban además que había que distinguir entre los partidos políticos y los parlamentarios que los representan. Por su parte, el presidente del Parlamento de Navarra accedió a disolver Nafarroako Sozialista Abertzaleak sin poner ningún impedimento, pasando sus ocho representantes al grupo mixto.
En enero de 2008 tanto Atutxa (PNV) como los dos miembros de la Mesa del Parlamento Vasco que apoyaron la decisión, Gorka Knörr (EA) y Kontxi Bilbao (EB), fueron condenados por el Tribunal Supremo por un delito de desobediencia a la orden del tribunal de disolver el grupo de Sozialista Abertzaleak, quedando inhabilitados para el ejercicio de cargo público durante un año. En junio de 2017 el Tribunal Europeo de Derechos Humanos condenó a España por dicha inhabilitación al haber sido vulnerado su derecho a un juicio equitativo. Finalmente, en octubre de 2019 el Supremo anuló la condena de inhabilitación.